# Hofanlage Bentwisch 45
Das Hofanlage Bentwisch 45 in der niedersächsischen Samtgemeinde Land Hadeln, Gemeinde Oberndorf, im Landkreis Cuxhaven, stammt aus der Mitte des 19. Jahrhunderts. Aktuell (2024) wird sie als Wohnhaus und gewerblich genutzt.
Die Gebäude stehen unter Denkmalschutz (siehe auch Liste der Baudenkmale in Oberndorf (Oste)).

## Geschichte und Beschreibung
Oberndorf an der Oste wurde 1316 erstmals urkundlich erwähnt. Der Ortsteil Bentwisch am rechten, östlichen Ufer der Oste ist eine Deichreihensiedlung mit streifenförmigen Parzellen für die Siedler in den Marschen.
Die Hofanlage besteht aus:
- dem eingeschossigen giebelständigen verklinkerten Wohn- und Wirtschaftsgebäude von 1857 mit Krüppelwalmdach und dem breiteren Wirtschaftsteil als Zweiständer-Hallenhaus mit der Grooten Door mit Korbbogen; der straßen- bzw. deichseitige Wohngiebel weist im EG- und Trapezbereich eine Reihung von gliedernden Lisenen sowie ein aufwändiges Traufgesims auf, an der Südtraufe über dem zurückgesetzten Haupteingang ein Zwerchhaus,[2]
- dem kleinen nördlichen verklinkerten Backhaus von 1798 mit pfannengedecktem Krüppelwalmdach[3]
- sowie weiteren nicht denkmalgeschützten Anlagen.

Das Landesdenkmalamt befand u. a.: „… eine typische Marschbauern-Anlage …“